# Galeaspida
Die Galeaspida sind ausgestorbene kieferlose, fischartige Wirbeltiere, die im Silur und Devon lebten. Fossilien dieser sehr formenreichen Gruppe fand man in China, Tibet und im Norden Vietnams oft in küstennah abgelagerten marinen Sedimenten, sowie in Ablagerungen von Lagunen und Flussmündungen. Wahrscheinlich waren sie in der Region endemisch.

## Merkmale

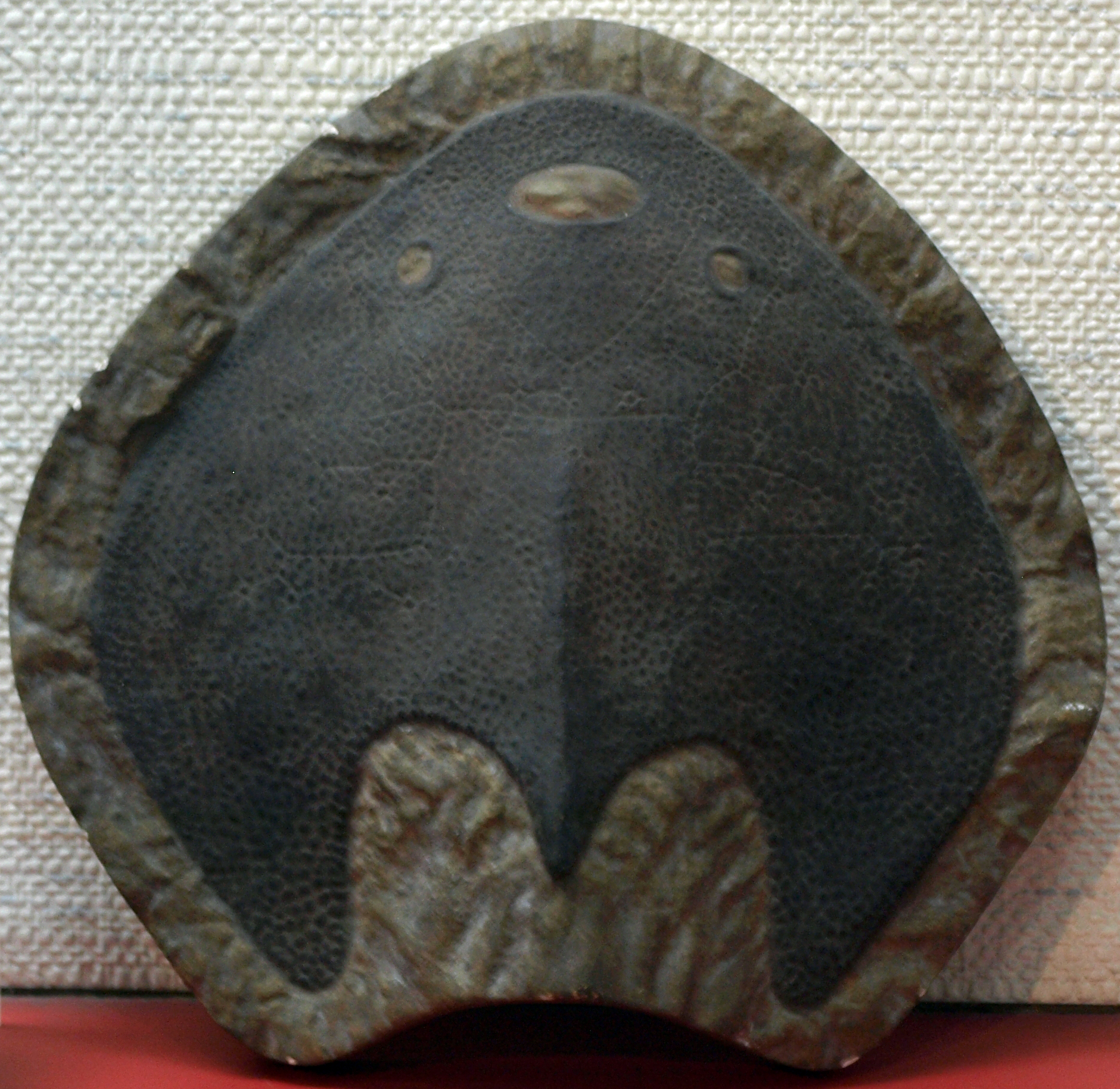
Kopfschild von Laxaspis qujingensis, im Paleozoological Museum of China.

Die Tiere hatten einen meist abgeplatteten Körper und einen durch einen massiven Schild gepanzerten Kopf. Vorne in der Schildmitte befand sich eine Öffnung, über die wahrscheinlich das Atemwasser eingeströmte und Geruchsstoffe aufgenommen wurden. Die Augen lagen weit auseinander am Rand des Kopfpanzers. Die für die Osteostraci typischen seitlichen Sinnesfelder fehlen, dafür haben die Galeaspida ein weitverzweigtes System von Sinneskanälen. Die Anzahl der seitlich, auf der Unterseite liegenden Kiemenöffnungen war oft sehr groß, bis zu 24 auf jeder Seite. Auch das Maul war auf der Unterseite. Der Hinterkörper war von kleinen Schuppen bedeckt. 
Da vor allem die flachen Kopfschilde fossil überliefert wurden und die Hinterkörper weitgehend unbekannt waren, glaubte man, dass die Fische außer der Schwanzflosse keine weiteren Flossen hatten. Im Herbst 2022 wurde jedoch Tujiaaspis aus dem Silur von China beschrieben, der neben drei Rückenflossen einen sich kontinuierlich vom Hinterkopf bis zur Schwanzbasis verlaufenden paarigen Flossensaum besaß.

## Systematik
Insgesamt wurden etwa 70 Galeaspida-Arten wissenschaftlich beschrieben, die zwei Hauptkladen, die Eugaleaspidiformes und die Polybranchiaspidida („Polybranchiaspidiformes“, Huananaspidiformes) zugeordnet werden. Hanyangaspis, Dayongaspis und Xiushuiaspis sind basale Formen.
Die Eugaleaspidiformes und die Polybranchiaspidida sind Schwestergruppen und haben als Synapomorphie einen einzelnen, quer liegenden sensorischen Kanal. Die drei basalen Gattungen haben zwei solcher Kanäle, wie die Heterostraci und die Thelodonti. Die Eugaleaspidiformes haben einen hufeisenförmigen Kopfschild und eine schlitzartig geformte mittlere basale Öffnung. Wie basale Galeaspida haben sie nur sechs bis acht Kiemenöffnungen. Das Polybranchiaspidida haben sehr viele Kiemenöffnungen (10 bis 45). Sie werden in die wahrscheinlich basalen und paraphyletischen „Polybranchiaspidiformes“, die einen ovalen Kopfpanzer hatten, und in die Huannanaspidiformes, deren Kopfschild durch lange seitliche Auswüchse gekennzeichnet war, unterteilt.